# Corticarina saluki
Corticarina saluki is een keversoort uit de familie schimmelkevers (Latridiidae). De wetenschappelijke naam van de soort werd in 2006 gepubliceerd door Johnson.